# Army Board
L’Army Board (Conseil de l'armée) est un organe administratif (conseil d'administration) de la British Army établi à partir du Conseil de la Défense (Defence Council). Il se réunit deux fois par an.
Le conseil est présidé par le Secrétaire d'État à la Défense (Secretary of State for Defence).

## Membres
Les membres actuels de l'Army Board sont :

### Civils
- Secrétaire d'État à la Défense (Secretary of State for Defence) (président)
- Ministre d'État pour les forces armées (en) (Minister of State for the Armed Forces)
- Ministre d'État pour la défense et la sécurité internationale (Minister of State for International Defence and Security)
- Sous-secrétaire d'État pour l'équipement de la Défense et le soutien (Under Secretary of State for Defence Equipment and Support)
- Sous-secrétaire d'État à la Défense et Ministre des anciens combattants (Under-Secretary of State for Defence and Minister for Veterans)
- Second sous-secrétaire d'État permanent à la Défense et secrétaire de l'Army Board (Second Permanent Under-Secretary of State and Secretary of the Army Board)

### British Army
- Chef d'État-major général (Chief of the General Staff)
- Adjoint au chef d'État-major général (Assistant Chief of the General Staff)
- Adjudant général des forces (Adjutant-General to the Forces)
- Intendant général des forces (Quartermaster-General to the Forces)
- Maître général de l'équipement (Master-General of the Ordnance)
- Commander-in-Chief, Land Command (Commander-in-Chief, Land Command)